# Roth Racing
Roth Racing est une écurie de sport automobile qui évoluait dans le championnat IndyCar Series. 
Jay Howard et Marty Roth étaient les pilotes engagés pour la saison 2008.